# كرة القنفذ

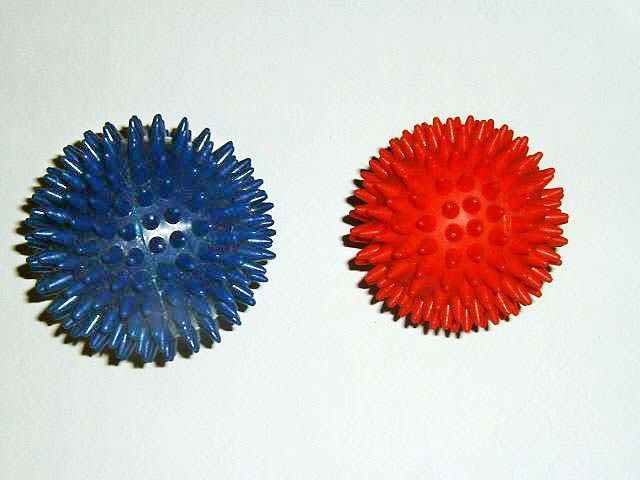
كرات قنفذ بلاستيكية بمقاسات مختلفة

كرة القنفذ هي كرة من البلاستيك المطاطي تبرز منها نتوءات أو أطراف في كل الاتجاهات. تستخدم للتدليك.
يعود شكلها إلى كرة كايمان التي تم تطويرها في الثلاثينيات من القرن الماضي، وهي كرة جولف تحتوي على نتوءات بدلاً من النتوءات لإبطاء الطيران. في وقت لاحق تم استخدامها أيضًا بشكل خاص في العلاج الطبيعي (انظر قسم: الاستخدام).
عادة ما يتم بيع كرات القنفذ في متاجر المستلزمات الطبية أو الصيدليات، ويمكن العثور عليها أيضًا تحت السلع الرياضية تحت اسم كايمان جولف كرات.

## الأشكال والأنواع
تصنع كرات القنفذ بأحجام وألوان ومواد مختلفة. يمكن أحيانًا قراءة الأحجام من الألوان.
غالبًا ما تكون كرات القنفذ مصنوعة من البلاستيك. عادة ما تكون كرات القنفذ المستخدمة في العلاج الطبيعي على وجه الخصوص بحجم قبضة اليد، مليئة بالهواء ولها نواب مطاطية بارزة في جميع الاتجاهات. ولكن هناك أيضًا كرات قنفذ مصنوعة من المعدن أو الخشب، والتي يمكن أن تحتوي على رؤوس أكثر حدة، مثل ما يستخدمه بعض المعالجين الطبيعيين.

## الاستعمال
يمكن استخدام كرة القنفذ في العلاج الطبيعي. يمكن للمرضى استخدامه بأنفسهم أو بدعم لتدليك الجلد والظهر، حيث يؤدي استخدامه بشكل أساسي إلى زيادة الدورة الدموية. الطريقة الأكثر شيوعًا للقيام بذلك هي استخدام الكرة عن طريق وضعها على الأرض، والاستلقاء عليها، ودحرجة ظهرك فوقها. يمكنك أيضًا تثبيته بين ظهرك والحائط والضغط عليه بظهرك، ولفه للخلف وللأمام، واستخدامه لتدليك المناطق المتوترة. غالبًا ما يذكر المعالجون تدليك القدمين تحت باطن القدمين. يمكن للمدلك أو الشريك أيضًا استخدام كرة التدليك في المناطق التي يتعذر الوصول إليها بشكل فردي عن طريق الضغط عليها ودحرجتها باليد عند مستويات ضغط مختلفة. ومع ذلك، فإن كرة القنفذ ليست مناسبة لمشاكل العمود الفقري.
كقطعة من المعدات الرياضية، تُستخدم كرة القنفذ في الدورات الرياضية الموجهة للأشخاص ضعاف البصر، حيث يمكنك أيضًا التعرف على الكرة الخاصة به من صوتها.
في الرياضات الدقيقة، تُستخدم كرة القنفذ في ملاعب Swingolf . يتم لعب هذه النسخة المبسطة من الجولف ليس فقط في النادي المقفولة، ولكن أيضًا في المساحات الخضراء العامة، حيث يتم وضع متطلبات خاصة لسلامة الكرات الطائرة. يتم استخدام كرة القنفذ هناك ككرة كايمان.
في الطب النفسي الجسدي، تُستخدم كرات القنفذ لأن منبهات الضغط تتصدى للتوتر الداخلي المرتفع وعلى سبيل المثال يمكن أن يساعد جزئيا على منع التفكك. أصبح استخدامه معروفًا على وجه الخصوص للمرضى الحدين أو في سياق العلاج السلوكي الجدلي (DBT) (كجزء من مهارات تحمل الإجهاد أو تنمية "المهارات")، ولكن وجد أيضًا أنه مفيد من قبل بعض المرضى الآخرين الذين يعانون من توتر داخلي مرتفع.